# União da Esperança
União da Esperança é uma escola de samba de Campos, uma das mais tradicionais escolas da cidade .

## História
No carnaval 2008 a agremiação teve problemas com um carro alegórico, não conseguindo desfilar no horário certo. Seu desfile, quando já não concorria mais, foi invadido por simpatizantes que emocionados cantaram o samba da escola, rebaixada para o Grupo de acesso, onde desfilará em 2009
Para 2009, a escola homenagearia a prefeita eleita de Campos (Rosinha Garotinho) com o enredo A Rosa da Esperança mas posteriormente alterou o enredo para Pintou a Esperança, pintando em verde-e-rosa. 
Em 2011, uma curiosidade: oficialmente, quatro pessoas eram listadas como presidentes da escola, numa espécie de comissão: Gildo, Xuxa Caetano (que também foi autor do enredo), Wanderley e Roberto Costa.

## Segmentos

### Presidentes
| Nome                                                              | Mandato | Ref.  |
| ----------------------------------------------------------------- | ------- | ----- |
| Paulo Santana                                                     | ? - ?   | [ 4 ] |
| Joaquim Pessanha                                                  | ? - ?   | [ 5 ] |
| Comissão diretora: Gildo, Xuxa Caetano, Wanderley e Roberto Costa | 2011    | [ 3 ] |

### Diretores
| Ano  | Diretor de Carnaval | Diretor de harmonia | Mestre de bateria | Ref.  |
| ---- | ------------------- | ------------------- | ----------------- | ----- |
| 2011 | -                   | Roberto Costa       | Conhaque          | [ 6 ] |
| 2017 |                     |                     |                   |       |

### Casal de Mestre-sala e Porta-bandeira
| Ano  | Nome          | Ref.  |
| ---- | ------------- | ----- |
| 2011 | Ruy e Luciana | [ 6 ] |
| 2017 |               |       |

### Coreógrafo
| Ano  | Nome       | Ref.  |
| ---- | ---------- | ----- |
| 2011 | Mauro Xuxa | [ 6 ] |
| 2017 |            |       |

### Corte de bateria
| Ano  | Rainha | Madrinha | Ref. |
| ---- | ------ | -------- | ---- |
| 2016 |        |          |      |
| 2017 |        |          |      |

## Carnavais
| Ano  | Colocação | Grupo    | Enredo                                                                                                  | Carnavalesco | Intérprete     | Ref.                                      |
| ---- | --------- | -------- | --- | ------------ | -------------- | ----------------------------------------- |
| 2009 | 3º lugar  | Acesso   | Pintou a Esperança, pintando em verde-e-rosa                                                            |              |                |                                           |
| 2010 | Campeã    | Acesso   | Deu bola na rede, dá samba no pé                                                                        | Xuxa Caetano | Vado do Pagode | [ 5 ]                                     |
| 2011 | 7º lugar  | Especial | Do berço de palha à apoteose verde e rosa Compositores:Pedro Flamengo, Beto da Viola e Vanildo Alvorada | Mauro Xuxa   | Vado do Pagode | [ 7 ] [ 6 ]                               |
| 2012 | 5º lugar  | Especial | Vamos dar as mãos e mãos a obra                                                                         |              |                | [ 8 ]                                     |
| 2013 | 4º lugar  | Especial | No contratempo desse voo a águia dança em verde e rosa na avenida                                       |              |                | [ 9 ]                                     |
| 2014 | 3º lugar  | Especial | Carukango em verde e rosa                                                                               |              |                | [ 10 ] [ 11 ] [ 12 ] [ 13 ] [ 14 ] [ 15 ] |
| 2016 |           | Especial | |              |                |                                           |